# Villa Hubbe

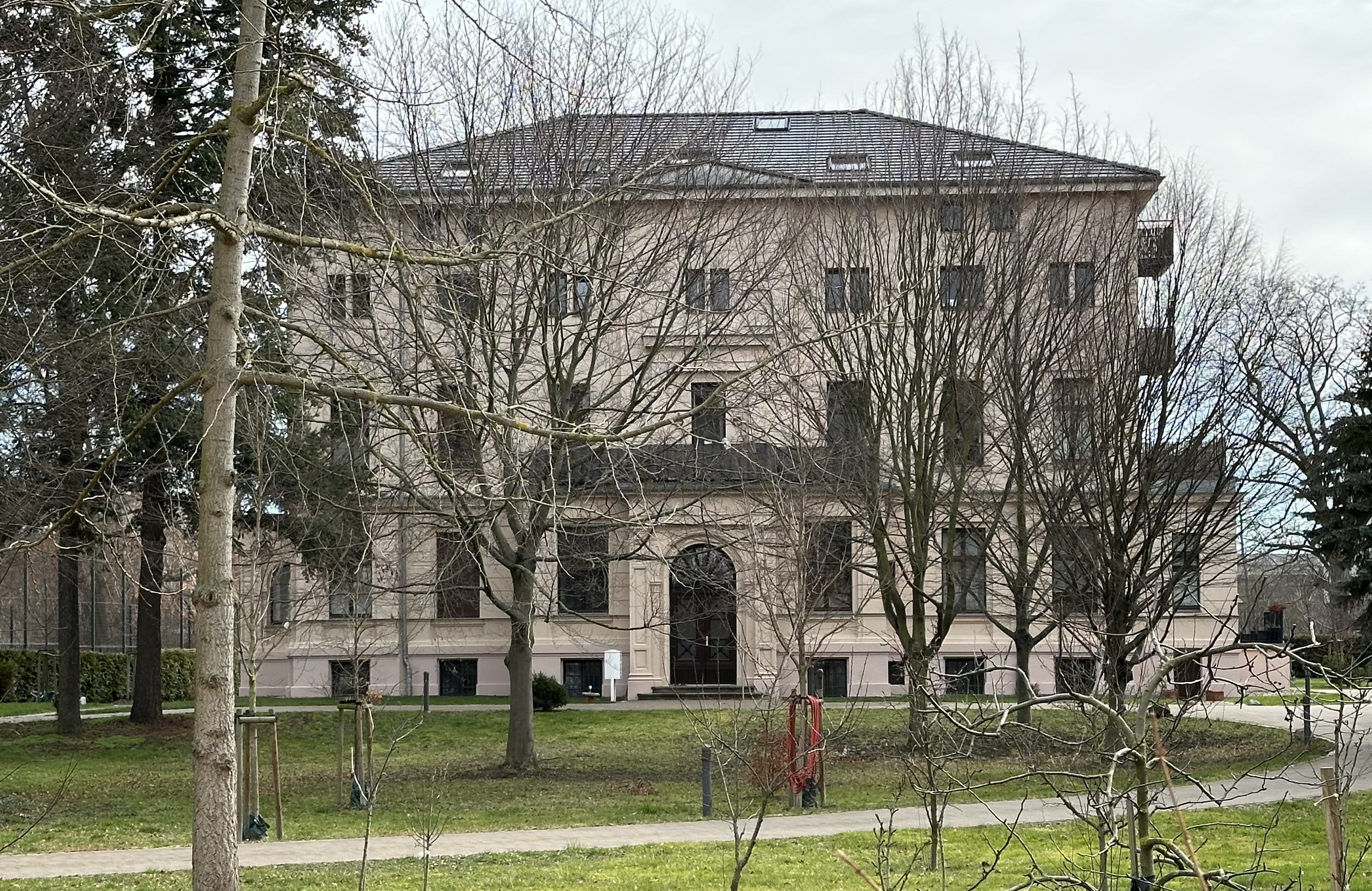
Villa Hubbe, 2024

Die Villa Hubbe ist eine denkmalgeschützte Villa in Magdeburg in Sachsen-Anhalt.

## Lage
Das Gebäude befindet sich deutlich zurückgesetzt auf der Ostseite der Mittelstraße im Magdeburger Stadtteil Werder, an der Adresse Mittelstraße 13, 14.

## Architektur und Geschichte
Die Villa wurde im Jahr 1871 für den Industriellen Otto Hubbe in direkter Nachbarschaft zu seinen Fabrikanlagen errichtet. Die Fabrik befand sich direkt an der Mittelstraße, brannte jedoch 1890 ab. Die große zweieinhalbgeschossige, verputzte Villa ist repräsentativ im Stil des Spätklassizismus gestaltet. Sie verfügt über eine symmetrisch angelegte siebenachsige Fassade. Die mittlere Achse, in der der Eingang angeordnet ist, ist durch einen flachen Mittelrisaliten betont. Die jeweils äußerste Achse ist als flacher Seitenrisalit ausgebildet. Auf der nach Osten zur Alten Elbe weisenden Gartenseite befindet sich ein großer Altan mit Portikus. An der nach Süden weisenden Schmalseite ist ein Wintergarten angefügt. Bedeckt ist der Bau von einem flachen Walmdach. Umgeben ist die Villa von einem großen Garten.
Die Villa wurde umfassend modernisiert.
Im Denkmalverzeichnis des Landes Sachsen-Anhalt ist die Villa unter der Erfassungsnummer 094 17338 als Baudenkmal verzeichnet.